# تب قله
تب قله (به انگلیسی: Summit Fever) یک فیلم دلهره‌آور و درام بریتانیایی محصول سال ۲۰۲۲ به کارگردانی جولیان گیلبی با بازی رایان فیلیپ است.

## خلاصه داستان
رویای جسورانه برای بالا رفتن از چالش برانگیزترین کوه‌های سه گانه جهان به زودی به یک کابوس وحشتناک برای گروهی از دوستان تبدیل می‌شود که طوفانی مرگبار کوهنوردان را در نزدیکی قله به دام می‌اندازد و...

## بازیگران
- فردی تورپ در نقش مایکل
- میشل بیل در نقش ژان پیر
- ماتیلد وارنیه در نقش ایزابل
- تئو کریستین در نقش رودی
- رایان فیلیپ در نقش لئو
- هنا نیو در نقش ناتاشا
- جوسلین ودو در نقش بی
- جاکوپو کارتر در نقش آنجلو
- جیانمارکو سائورینو در نقش تینو
- توماس آنکورا در نقش دیمین روکس
- جیک منیانی در نقش کلود
- رجیس رومل در نقش آقای بودین

## تولید
فیلمبرداری این فیلم در ژانویه ۲۰۱۸ آغاز شد. فیلم در شامونی فیلمبرداری شد. از نوامبر ۲۰۲۱، فیلم در مرحله پس از تولید است.

## انتشار
این فیلم در ۱۴ اکتبر ۲۰۲۲ در سینماها و بر اساس تقاضا و پلتفرم‌های دیجیتال اکران شد.

## بازخوردها
امتیاز این فیلم در سایت راتن تومیتوز بر اساس رای ۱۳ نقد ۳۸ درصد است.